# Johann Rainer (Historiker)
Johann Rainer (* 17. Januar 1923 in Pusarnitz; † 21. Oktober 2015 in Innsbruck) war ein österreichischer Historiker. Rainer war Professor an der Universität La Sapienza in Rom sowie von 1968 bis 1993 Professor für Österreichische Geschichte an der Universität Innsbruck.

## Leben
Rainer entstammte bäuerlichen Verhältnissen. Er besuchte das Gymnasium und wurde 1941 in die Wehrmacht eingezogen. Während des Zweiten Weltkrieges geriet er an der Ostfront in Kriegsgefangenschaft. Nach der Entlassung kehrte er in seine österreichische Heimat zurück und begann ein Studium der Geschichte und Geographie an der Universität Graz, das er 1948 mit der Lehramtsprüfung abschließen konnte. Bereits ein Jahr später wurde er an der Philosophischen Fakultät der Grazer Universität mit der Dissertationsschrift Die verfassungsrechtliche Stellung des Herzogs von Kärnten, 1335 bis 1379 zum Dr. phil. promoviert.
Nach der Absolvierung der Staatsprüfung 1951 arbeitete Rainer bis 1957 als Lehrer an verschiedenen Gymnasien in Graz. Von Hermann Wiesflecker wurde er zur Mitarbeit an den Regesten der Grafen von Görz (Meinhardiner)
hinzugezogen, bei der er maßgeblich an der Herausgabe des zweiten Bandes der Regesten beteiligt war und die 1952 erstmals erschien. Ein weiterer Förderer von ihm war Leo Santifaller, der Direktor des Instituts für Österreichische Geschichtsforschung zu dessen Außerordentlichen Mitglied Rainer ernannt wurde. Santifaller gewährte ihm ein Stipendium am Österreichischen Historischen Institut in Rom, wo er 1958 eine Anstellung als wissenschaftlicher Sekretär erhielt. In Rom forschte Rainer in den Archiven der Stadt aber vor allem im Vatikanischen Apostolischen Archiv.
1962 habilitierte sich Rainer an der Universität Graz für Österreichische Geschichte mit einer Habilitationsschrift über den Prozess gegen Kardinal Melchior Khlesl. Seine Arbeit erschien noch im gleichen Jahr in den Römischen Historischen Mitteilungen. 1965 erfolgte die Erweiterung seiner Lehrberechtigung auf die Allgemeine Geschichte der Neuzeit. Gleichzeitig übernahm er 1965 für viele Jahre die Professur für Storia e vita culturale in Austria (Geschichte und kulturelles Leben in Österreich) an der Universität La Sapienza in Rom. 1968 folgte er dem Ruf als Ordentlicher Professor für Österreichische Geschichte an die Universität Innsbruck, wo er 1993 emeritiert wurde. Neben seiner akademischen Arbeit engagierte sich Rainer auch bei der Ausbildung von Lehrern und Lehrerinnen in Südtirol, die zunächst als Aushilfskräfte im Schulbetrieb eingesetzt waren und nebenberuflich ihren Studienabschluss zu bewältigen hatten.
Johann Rainer starb am 21. Oktober 2015, im Alter von 92 Jahren, nach langer schwerer Krankheit. Er wurde auf dem Salzburger Kommunalfriedhof bestattet. Rainer war Autor und Herausgeber zahlreicher Fachveröffentlichungen. Nach seiner Arbeit im Vatikanischen Geheimarchiv veröffentlichte er ab 1967 die mehrbändige Edition der Nuntiaturberichte. Er legte aber auch regionalgeschichtliche Arbeiten vom Mittelalter bis zum 20. Jahrhundert vor und publizierte zu den österreichisch-italienischen Beziehungen. Rainer war Mitautor des Lexikon für Theologie und Kirche und veröffentlichte regelmäßig in den Zeitschriften Carinthia I, der Tiroler Heimat und den Innsbrucker Historischen Studien. Er gehörte zu den Mitbegründern und ersten Herausgebern der Schriftenreihe Geschichte der österreichischen Bundesländer. Für die Neue Deutsche Biographie verfasste er den Beitrag über Melchior Khlesl.
Für seine kirchengeschichtlichen Forschungen verlieh ihm die Universität Graz 1993 die Ehrendoktorwürde der Theologie. 2013 wurde er von Papst Benedikt XVI. zum Ritter des Silvesterordens ernannt, eine der höchsten Auszeichnungen, die ein Laie in der katholischen Kirche erhalten kann. Er war seit 1977 Mitglied in der Historischen Landeskommission für Steiermark.

## Veröffentlichungen (Auswahl)

### Autor
- Die verfassungsrechtliche Stellung des Herzogs von Kärnten, 1335 bis 1379. Mit einer Sammlung von Urkunden und Regesten. (Dissertationsschrift), Universität Graz 1949.
- Der Prozeß gegen Kardinal Klesl. (Habilitationsschrift), Römische Historische Mitteilungen, Band 5, Verlag der Österreichischen Akademie der Wissenschaften, Rom 1962, Seite 35–163.
- Die Seelsorgestationen der Diözese Gurk. Herder, Wien 1962.
- Das Schnalstal und seine Geschichte. Verkehrsverband Schnals, Schnals 1991.
- Du glückliches Österreich heirate. Die Hochzeit der innerösterreichischen Prinzessin Margarethe mit König Philipp III. von Spanien 1598/99. Historische Landeskommission für Steiermark, Graz 1998, ISBN 978-3-901251-13-9.

### Herausgeber und Bearbeiter
- Die Regesten der Grafen von Tirol und Görz, Herzöge von Kärnten. 2. Band: Die Regesten Meinhards II. 1271–1295. Mit Hermann Wiesflecker, Wagner, Innsbruck 1952.
- Nuntiaturberichte aus Deutschland. Nebst ergänzenden Aktenstücken.
  - 2. Abteilung 1560–1572, 8. Band: Nuntius G. Delfino und Kardinallegat G. F. Commendone 1571–1572. Friedrich Andreas Perthes, Gotha 1967.
- Nuntiatur des Germanico Malaspina, Sendung des Antonio Possevino 1580–1582. Verlag der Österreichischen Akademie der Wissenschaften, Wien 1973, ISBN 978-3-7001-0023-2.
- Die Visitation steirischer Klöster und Pfarren im Jahre 1581. Mit Sabine Weiss, Historische Landeskommission für Steiermark, Graz 1977.
- Nuntiatur des Germanico Malaspina und des Giovanni Andrea Caligari 1582–1587. Mit Sabine Weiss, Verlag der Österreichischen Akademie der Wissenschaften, Wien 1981, ISBN 978-3-7001-0424-7.
- Grazer Nuntiatur.
  - 3. Band: Nuntiatur des Girolamo Portia und Korrespondenz des Hans Kobenzl 1592–1595. Mit Heinz Noflatscher und Christian Rainer, Verlag der Österreichischen Akademie der Wissenschaften, Wien 2001, ISBN 978-3-7001-2964-6.
  - 4. Band: Nuntiatur des Girolamo Portia 1595–1598. Mit Elisabeth Garms-Cornides und Christian Rainer, Verlag der Österreichischen Akademie der Wissenschaften, Wien 2012, ISBN 978-3-7001-7139-3.
- Innerösterreich betreffende Quellen aus den Inquisitionsarchiven in Rom und Udine. Historische Landeskommission für Steiermark, Graz 2004, ISBN 978-3-901251-29-0.